# Igor Mandić
Igor Mandić (serbisch-kyrillisch Игор Мандић, * 16. Oktober 1991 in Sarajevo) ist ein bosnischer Handballspieler, der zumeist auf Rückraum links eingesetzt wird.
Der 1,96 m große und 101 kg schwere Rechtshänder begann seine Profikarriere in seiner Heimat beim RK Prijedor. 2010 wechselte er zum RK Borac Banja Luka, mit dem er 2011 bosnisch-herzegowinischer Pokalsieger wurde. Dadurch qualifizierte er sich für den EHF-Europapokal der Pokalsieger 2011/12, in dem er die dritte Runde erreichte. Im EHF Europa Pokal 2012/13 kam er ebenfalls in die dritte Runde. Im Februar 2013 nahm ihn der mazedonische Verein RK Metalurg Skopje unter Vertrag. Mit dem Hauptstadtklub wurde er 2014 mazedonischer Meister sowie 2013 Pokalsieger. In der EHF Champions League 2013/14 erreichte er das Viertelfinale. In Frankreich lief er in sechs Spielzeiten für Limoges Handball auf. Nach einer Saison bei Sélestat AHB spielte er in Finnland für Riihimäki Cocks, ehe er nach Sélestat zurückkehrte.
Igor Mandić steht im Aufgebot der bosnisch-herzegowinischen Nationalmannschaft. Mit dieser belegte er bei der Europameisterschaft 2024 den 24. und letzten Platz.